# چالک
چالک (به انگلیسی: Challock) یک روستا و محله مدنی در بریتانیا است که در Ashford واقع شده‌است. چالک ۱۴٫۰۷ کیلومتر مربع مساحت و ۹۲۰ نفر جمعیت دارد.